# Trochocarpa laurina
Trochocarpa laurina là một loài thực vật có hoa trong họ Thạch nam. Loài này được (Rudge) R. Br. miêu tả khoa học đầu tiên năm 1810.

## Hình ảnh

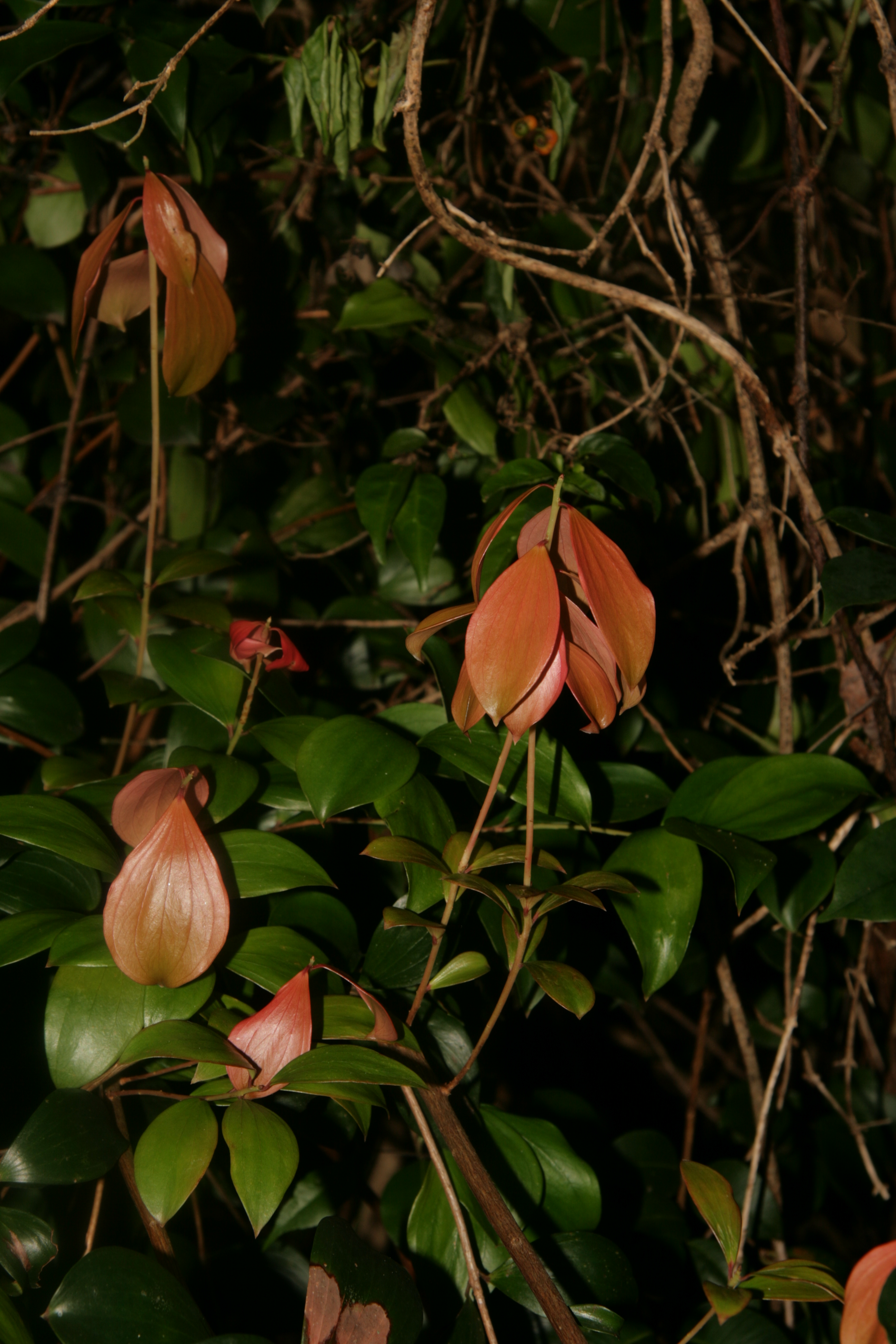